# Bộ trưởng Bộ Công an (Việt Nam)
Bộ trưởng Bộ Công an nước Cộng hòa xã hội chủ nghĩa Việt Nam gọi tắt là Bộ trưởng Bộ Công an, là thành viên chính phủ Việt Nam đứng đầu Bộ Công an. Bộ trưởng Bộ Công an là Ủy viên Bộ Chính trị, Ủy viên Hội đồng Quốc phòng và An ninh, Ủy viên Ban Chỉ đạo Cải cách Tư pháp Trung ương, đồng thời là Bí thư Đảng ủy Công an Trung ương. Đây là một trong những chức vụ quan trọng nhất trong hệ thống chính trị Việt Nam.
Bộ trưởng Bộ Công an hiện nay là Đại tướng Lương Tam Quang.

## Lịch sử
- Ngay sau khi Cách mạng tháng 8 nổ ra, các lãnh đạo Việt Minh đã cho thành lập nhiều đơn vị cảnh sát ở các địa phương để giữ gìn trật tự trên cơ sở các đội tự vệ của Việt Minh. Tuy nhiên, lực lượng này chưa có tên gọi chung: ở Bắc Bộ có tên là Sở Liêm phóng, ở Trung Bộ là Sở trinh sát và ở Nam Bộ là Quốc gia tự vệ cuộc. Mãi đến đầu năm 1946, theo Sắc lệnh số 23/SL ngày 21 tháng 2 năm 1946 của Chủ tịch Hồ Chí Minh, các đơn vị cảnh sát này được hợp nhất dưới tên gọi Việt Nam Công an vụ, đặt dưới quyền quản lý của Bộ Nội vụ. Theo Sắc lệnh này, "Việt Nam Công an vụ sẽ do một ông Giám đốc điều khiển, dưới quyền chỉ huy trực tiếp của Bộ Nội vụ. Ông Giám đốc có thể có một Phó Giám đốc giúp việc. Những chức chánh, phó Giám đốc Việt Nam Công an vụ sẽ do Sắc lệnh của Chủ tịch Chính phủ Việt Nam bổ nhiệm theo lời đề nghị của Bộ trưởng Bộ Nội vụ".[2] Chỉ một ngày sau, ông Nguyễn Dương được bổ nhiệm vào chức vụ đứng đầu ngành Công an Việt Nam với chức vụ Giám đốc Việt Nam Công an vụ.[3]
- Ngày 18 tháng 4 năm 1946, Bộ trưởng Nội vụ Huỳnh Thúc Kháng đã ký Nghị định 121–NV/NĐ, quy định tổ chức ngành Công an vụ thành 3 cấp:

1. Cấp trung ương gọi là Nha Công an Việt Nam
2. Cấp kỳ có tên gọi là Sở Công an Kỳ
3. Cấp tỉnh có tên gọi là Ty Công an Tỉnh

- Cũng theo Nghị định trên, "Cơ quan công an trung ương đặt dưới quyền điều khiển trực tiếp của ông Tổng giám đốc Việt Nam công an vụ.". Giúp việc cho Tổng giám đốc Việt Nam công an vụ là một Phó giám đốc.[4] Ngày 2 tháng 5 năm 1946, ông Lê Giản được bổ nhiệm làm Phó giám đốc Việt Nam Công an vụ.[5].
- Ngày 8 tháng 6 năm 1946, Chủ tịch Hồ Chí Minh ký Sắc lệnh 100/SL chấp thuận cho ông Nguyễn Dương từ chức Giám đốc Việt Nam Công an vụ và cử ông Lê Giản lên thay.[6]. Do tình trạng chiến tranh, nhu cầu điều chỉnh cơ cấu tổ chức theo hướng tinh gọn bộ máy để đảm bảo tính cơ động gọn nhẹ, ngày 5 tháng 4 năm 1948, Bộ trưởng Nội vụ Phan Kế Toại ký Nghị định số 291/NĐ tổ chức lại bộ máy ngành Công an[7]. Theo đó Nha Công an Việt Nam đổi tên thành Nha Công an Trung ương. Tên gọi Việt Nam Công an vụ và tổ chức Sở Công an Kỳ không còn sử dụng. Người đứng đầu ngành Công an bấy giờ là ông Lê Giản với chức danh Giám đốc Nha Công an Trung ương. Ngày 6 tháng 9 năm 1952, ông Trần Quốc Hoàn thay Lê Giản làm Giám đốc Nha Công an.[8]
- Ngày 16 tháng 2 năm 1953, Nha Công an được nâng cấp thành Thứ bộ Công an thuộc Bộ Nội vụ, do một Thủ trưởng, còn gọi Thứ trưởng Thứ bộ Công an phụ trách[9][10]. Ông Trần Quốc Hoàn giữ chức Thứ trưởng Thứ bộ Công an. Chỉ 6 tháng sau, 27 tháng 8 năm 1953, Bộ Công an được thành lập trên cơ sở Thứ bộ Công an thuộc Bộ Nội vụ, trở thành một bộ riêng biệt[11]. Trần Quốc Hoàn trở thành Bộ trưởng Bộ Công an đầu tiên.
- Từ năm 1975 đến 1998, Bộ Công an hợp nhất với Bộ Nội vụ. Chức vụ Bộ trưởng cũng được đổi thành Bộ trưởng Bộ Nội vụ. Từ năm 1998, dùng lại chức danh cũ Bộ trưởng Bộ Công an.

## Chức năng và nhiệm vụ
Bộ trưởng là người đứng đầu Bộ Công an, chịu trách nhiệm trước Quốc hội, Chủ tịch nước, Chính phủ, Thủ tướng Chính phủ về toàn bộ hoạt động của Bộ Công an và có trách nhiệm:
- Tổ chức thực hiện những công việc thuộc thẩm quyền quy định trong Hiến pháp, Luật tổ chức Chính phủ
- Tổ chức thực hiện những công việc được Chủ tịch nước, Chính phủ, Thủ tướng Chính phủ giao hoặc ủy quyền
- Tổ chức thực hiện chức năng, nhiệm vụ quản lý nhà nước theo quy định
- Tổ chức thực hiện Quy chế thực hiện dân chủ trong hoạt động của cơ quan

### Quyền hạn
Bộ trưởng Bộ Công an trực tiếp giải quyết các công việc cụ thể sau:
- Quyết định về việc tổ chức bộ máy, biên chế, cán bộ, công chức, viên chức, theo quy định; quyết định công nhận, cho thôi Tập sự Phó Vụ trưởng và cấp tương đương;
- Trình Chính phủ về thành lập, hợp nhất, chấm dứt hoạt động, giải thể Tổng cục, Bộ Tư lệnh, Công an tỉnh/ thành phố trực thuộc trung ương;
- Quyết định thành lập, chấm dứt hoạt động, giải thể Cục và các vấn đề liên quan đến bộ máy, biên chế của Cơ quan thuộc Bộ và quyết định về danh sách bổ nhiệm, miễn nhiệm cán bộ, công chức, viên chức đi công tác nhiệm kỳ tại Cơ quan thuộc Bộ theo quy định của pháp luật;
- Quyết định phong, thăng, giáng, tước cấp bậc hàm cấp tá; bổ nhiệm, miễn nhiệm các chức vụ Phó Tổng cục trưởng, Phó Tư lệnh, Phó Chính ủy Bộ Tư lệnh, Cục trưởng, Phó Cục trưởng và các chức vụ, chức danh tương đương, Giám đốc, Phó Giám đốc Công an tỉnh/ thành phố trực thuộc trung ương, Giám đốc, Phó Giám đốc Cảnh sát phòng cháy và chữa cháy tỉnh, thành phố trực thuộc trung ương; quy định việc phong, thăng các cấp bậc hàm, bổ nhiệm các chức vụ, chức danh còn lại trong Công an nhân dân;
- Quy định thủ tục phong, thăng, giáng, tước cấp bậc hàm sĩ quan cấp tá, cấp úy và hạ sĩ quan, chiến sĩ trong Công an nhân dân
- Phân công một Thứ trưởng làm Thứ trưởng Thường trực, giúp Bộ trưởng điều hành công việc chung của Bộ và phân công các Thứ trưởng phụ trách lĩnh vực công tác và điều chỉnh lĩnh vực công tác đã phân công;
- Trực tiếp giải quyết công việc có tính cấp bách và quan trọng mặc dù thuộc lĩnh vực đã được phân công của một Thứ trưởng, hay do Thứ trưởng đó đi vắng; quyết định những vấn đề còn có ý kiến khác nhau giữa các Thứ trưởng;
- Định kỳ chủ trì họp với các Thứ trưởng và nếu xét thấy cần thiết, với Trợ lý Bộ trưởng để thống nhất chủ trương, biện pháp chỉ đạo điều hành công việc của Bộ;
- Quyết định nội dung, thời gian, thành phần và chủ trì các cuộc họp quan trọng của Bộ;
- Thực hiện các nhiệm vụ khác theo quy định của pháp luật.

## Tiêu chuẩn ứng viên Bộ trưởng Bộ Công an của Đảng Cộng sản Việt Nam
Theo Quy định 214-QĐ/TW năm 2020  về khung tiêu chuẩn chức danh, tiêu chí đánh giá cán bộ thuộc diện Ban Chấp hành Trung ương, Bộ Chính trị, Ban Bí thư quản lý do Ban Chấp hành Trung ương ban hành, Bộ trưởng Bộ Công an phải là người:
''Bảo đảm đầy đủ các tiêu chuẩn chung của Uỷ viên Bộ Chính trị, Ban Bí thư hoặc Uỷ viên Ban Chấp hành Trung ương, đồng thời, cần có những phẩm chất, năng lực: Có trình độ cao và am hiểu sâu sắc về quản lý nhà nước, nắm chắc pháp luật Việt Nam, pháp luật và thông lệ quốc tế. Có năng lực cụ thể hoá đường lối, chủ trương, chính sách của Đảng, pháp luật của Nhà nước để hoạch định phương hướng, chính sách phát triển ngành, lĩnh vực được phân công và chỉ đạo thực hiện có hiệu quả. Có năng lực phối hợp giữa các bộ, ban, ngành và giữa Trung ương với địa phương, tạo sự đồng bộ trong thực hiện chính sách chung của Đảng, Nhà nước. Có kinh nghiệm lãnh đạo, điều hành và quyết đoán, kịp thời quyết định những vấn đề khó, phức tạp thuộc ngành, lĩnh vực phụ trách. Không bị chi phối bởi lợi ích nhóm. Đã kinh qua và hoàn thành tốt nhiệm vụ ở chức vụ lãnh đạo, quản lý cấp thứ trưởng hoặc phó trưởng ban, ngành, đoàn thể Trung ương hoặc lãnh đạo chủ chốt cấp tỉnh.''

#### Tiêu chuẩn của Ủy viên Bộ Chính trị, Ban Bí thư
"Bảo đảm đầy đủ các tiêu chuẩn của Uỷ viên Ban Chấp hành Trung ương, đồng thời, cần có thêm các tiêu chuẩn: Thật sự tiêu biểu, mẫu mực của Ban Chấp hành Trung ương về bản lĩnh chính trị, phẩm chất đạo đức, trí tuệ, ý chí chiến đấu, năng lực lãnh đạo, quản lý, ý thức tổ chức kỷ luật; không bị chi phối bởi sự can thiệp, sức ép bên ngoài và lợi ích nhóm. Hiểu biết sâu rộng tình hình đất nước, khu vực và thế giới; nhạy cảm về chính trị, nhạy bén về kinh tế, am hiểu sâu sắc về xã hội. Có ý thức, trách nhiệm cao, có khả năng đóng góp ý kiến trong việc hoạch định đường lối, chính sách và phát hiện, đề xuất những vấn đề thực tiễn đặt ra để Ban Chấp hành Trung ương, Bộ Chính trị, Ban Bí thư thảo luận, quyết định. Là Uỷ viên chính thức Ban Chấp hành Trung ương trọn một nhiệm kỳ trở lên; đã kinh qua và hoàn thành tốt nhiệm vụ ở các chức vụ lãnh đạo chủ chốt cấp tỉnh (bí thư tỉnh uỷ, thành uỷ; chủ tịch Hội đồng nhân dân, chủ tịch Uỷ ban nhân dân tỉnh, thành phố) hoặc trưởng các ban, bộ, ngành, Mặt trận Tổ quốc, tổ chức chính trị - xã hội ở Trung ương. Trường hợp Uỷ viên Bộ Chính trị, Ban Bí thư công tác trong quân đội thì phải kinh qua chức vụ chủ trì cấp quân khu."

#### Tiêu chuẩn của Ủy viên Ban Chấp hành Trung ương
"Tiêu biểu của Đảng về bản lĩnh chính trị, phẩm chất đạo đức và năng lực công tác. Có ý thức, trách nhiệm cao, kiến thức toàn diện; tích cực tham gia thảo luận, đóng góp, hoạch định đường lối, chính sách và sự lãnh đạo tập thể của Ban Chấp hành Trung ương. Có năng lực tổ chức thực hiện thắng lợi đường lối, chính sách, nhiệm vụ của Đảng, chiến lược phát triển đất nước trong giai đoạn mới ở lĩnh vực, địa bàn công tác được phân công quản lý, phụ trách. Có năng lực dự báo, xử lý, ứng phó kịp thời, hiệu quả những tình huống đột xuất, bất ngờ; có khả năng làm việc độc lập. Có tố chất, năng lực lãnh đạo, quản lý cấp chiến lược; có hoài bão, khát vọng đổi mới vì dân, vì nước. Đã kinh qua và hoàn thành tốt nhiệm vụ ở các chức vụ lãnh đạo chủ chốt cấp dưới trực tiếp và tương đương.
Uỷ viên dự khuyết Ban Chấp hành Trung ương phải là những cán bộ trẻ; cơ bản đáp ứng được tiêu chuẩn của Uỷ viên Ban Chấp hành Trung ương; qua thực tiễn công tác thể hiện có năng lực, triển vọng phát triển về tố chất lãnh đạo, quản lý cấp chiến lược; được quy hoạch chức danh Uỷ viên Ban Chấp hành Trung ương và lãnh đạo chủ chốt tỉnh uỷ, thành uỷ trực thuộc Trung ương, ban, bộ, ngành, đoàn thể Trung ương nhiệm kỳ tới và các nhiệm kỳ tiếp theo".

#### Tiêu chuẩn chung
1.1. Về chính trị, tư tưởng: Tuyệt đối trung thành với lợi ích của Đảng, của quốc gia - dân tộc và nhân dân; kiên định chủ nghĩa Mác - Lênin, tư tưởng Hồ Chí Minh, mục tiêu độc lập dân tộc và chủ nghĩa xã hội, đường lối đổi mới của Đảng. Có lập trường, quan điểm, bản lĩnh chính trị vững vàng; kiên quyết bảo vệ nền tảng tư tưởng, Cương lĩnh, đường lối của Đảng, Hiến pháp và pháp luật của Nhà nước; đấu tranh phản bác các quan điểm sai trái, thù địch. Có tinh thần yêu nước nồng nàn, sâu sắc; luôn đặt lợi ích của Đảng, quốc gia - dân tộc, nhân dân lên trên lợi ích của ngành, địa phương, cơ quan và cá nhân; sẵn sàng hy sinh vì sự nghiệp cách mạng của Đảng, vì độc lập, tự do của Tổ quốc, vì hạnh phúc của nhân dân. Tuyệt đối chấp hành sự phân công của tổ chức, yên tâm công tác. Giữ nghiêm kỷ luật phát ngôn theo đúng nguyên tắc, quy định của Đảng.
1.2. Về đạo đức, lối sống: Mẫu mực về phẩm chất đạo đức; sống trung thực, khiêm tốn, chân thành, trong sáng, giản dị, bao dung; cần, kiệm, liêm chính, chí công, vô tư. Không tham vọng quyền lực, có nhiệt huyết và trách nhiệm cao với công việc; là trung tâm đoàn kết, gương mẫu về mọi mặt. Không tham nhũng, lãng phí, cơ hội, vụ lợi; kiên quyết đấu tranh ngăn chặn, đẩy lùi sự suy thoái về tư tưởng chính trị, đạo đức, lối sống, những biểu hiện "tự diễn biến", "tự chuyển hoá" trong nội bộ, tệ quan liêu, tham nhũng, tiêu cực, lãng phí, cửa quyền và lợi ích nhóm; tuyệt đối không trục lợi và cũng không để người thân, người quen lợi dụng chức vụ, quyền hạn của mình để trục lợi. Thực hiện nghiêm các nguyên tắc tổ chức, kỷ luật của Đảng, nhất là nguyên tắc tập trung dân chủ, tự phê bình và phê bình; thực hiện đúng, đầy đủ quyền hạn, trách nhiệm của mình và chỉ đạo thực hiện nghiêm nguyên tắc, quy định, quy chế, quy trình về công tác cán bộ; kiên quyết đấu tranh với những biểu hiện, việc làm trái với các quy định của Đảng, Nhà nước trong công tác cán bộ.
1.3. Về trình độ: Tốt nghiệp đại học trở lên; lý luận chính trị cử nhân hoặc cao cấp; quản lý nhà nước ngạch chuyên viên cao cấp hoặc tương đương; trình độ ngoại ngữ cử nhân hoặc trình độ B trở lên, tin học phù hợp.
1.4. Về năng lực và uy tín: Có quan điểm khách quan, toàn diện, biện chứng, lịch sử cụ thể, có tư duy đổi mới, tầm nhìn chiến lược; phương pháp làm việc khoa học; nhạy bén chính trị; có năng lực cụ thể hoá và lãnh đạo, chỉ đạo, tổ chức thực hiện có hiệu quả các đường lối, chủ trương, chính sách của Đảng, pháp luật của Nhà nước; có năng lực tổng kết thực tiễn, nghiên cứu lý luận, phân tích và dự báo tốt. Nắm chắc tình hình chung và hiểu biết toàn diện về lĩnh vực, địa bàn, địa phương, cơ quan, đơn vị được phân công quản lý, phụ trách. Kịp thời nắm bắt những thời cơ, vận hội; phát hiện những mâu thuẫn, thách thức, vấn đề mới, vấn đề khó, hạn chế, yếu kém trong thực tiễn; chủ động đề xuất những nhiệm vụ, giải pháp có tính khả thi và hiệu quả. Năng động, sáng tạo, cần cù, chịu khó, dám nghĩ, dám làm, dám chịu trách nhiệm; có quyết tâm chính trị cao, hành động quyết liệt, dám đương đầu với khó khăn, thách thức; nói đi đôi với làm; có thành tích nổi trội, có kết quả và "sản phẩm" cụ thể góp phần quan trọng thúc đẩy sự phát triển của ngành, địa phương, cơ quan, đơn vị; gắn bó mật thiết với nhân dân và vì nhân dân phục vụ. Là hạt nhân quy tụ và phát huy sức mạnh tổng hợp của hệ thống chính trị; được cán bộ, đảng viên, quần chúng nhân dân tin tưởng, tín nhiệm cao.
1.5. Sức khoẻ, độ tuổi và kinh nghiệm: Đủ sức khoẻ để thực hiện nhiệm vụ; bảo đảm tuổi bổ nhiệm (theo quy định của Đảng, độ tuổi trước khi bổ nhiệm không quá 65 tuổi), giới thiệu ứng cử theo quy định của Đảng. Đã kinh qua và hoàn thành tốt chức trách, nhiệm vụ của chức danh lãnh đạo, quản lý chủ chốt cấp dưới trực tiếp; có nhiều kinh nghiệm thực tiễn." 

## Danh sách Bộ trưởng
| STT                                                    | Bộ trưởng                                  | Bộ trưởng                                  | Cấp bậc                                    | Nhiệm kỳ                                   | Nhiệm kỳ                                   | Nhiệm kỳ                                   | Chức vụ trước đó                                                                         | Ghi chú |
| STT                                                    | Bộ trưởng                                  | Bộ trưởng                                  | Cấp bậc                                    | Bắt đầu                                    | Kết thúc                                   | Số ngày                                    | Chức vụ trước đó                                                                         | Ghi chú |
| Giám đốc Công an Vụ, Bộ Nội vụ (1946-1948)             | Giám đốc Công an Vụ, Bộ Nội vụ (1946-1948) | Giám đốc Công an Vụ, Bộ Nội vụ (1946-1948) | Giám đốc Công an Vụ, Bộ Nội vụ (1946-1948) | Giám đốc Công an Vụ, Bộ Nội vụ (1946-1948) | Giám đốc Công an Vụ, Bộ Nội vụ (1946-1948) | Giám đốc Công an Vụ, Bộ Nội vụ (1946-1948) | Giám đốc Công an Vụ, Bộ Nội vụ (1946-1948)                                               | Giám đốc Công an Vụ, Bộ Nội vụ (1946-1948) |
| ------------------------------------------------------ | ------------------------------------------ | ------------------------------------------ | ------------------------------------------ | ------------------------------------------ | ------------------------------------------ | ------------------------------------------ | ---------------------------------------------------------------------------------------- | --- |
| -                                                      |                                            | Nguyễn Dương (?-?)                         | Dân sự (Chính khách)                       | 22 tháng 2 năm 1946                        | 8 tháng 6 năm 1946                         | 106 ngày                                   |                                                                                          | - Việt Nam Quốc dân đảng - Từ chức |
| 1                                                      |                                            | Lê Giản (1913–2003)                        | Dân sự (Chính khách)                       | 8 tháng 6 năm 1946                         | 5 tháng 4 năm 1948                         | 1 năm, 302 ngày                            | Phó Giám đốc Việt Nam Công an Vụ                                                         | - Đảng viên Đảng Cộng sản Việt Nam |
| Giám đốc Nha Công an Trung ương, Bộ Nội vụ (1948-1954) |                                            |                                            |                                            |                                            |                                            |                                            |                                                                                          | |
| (1)                                                    |                                            | Lê Giản (1913–2003)                        | Dân sự (Chính khách)                       | 5 tháng 4 năm 1948                         | 6 tháng 9 năm 1952                         | 4 năm, 154 ngày                            | Giám đốc Công an Vụ                                                                      | |
| (1)                                                    | Tổng: 6 năm, 90 ngày                       | Lê Giản (1913–2003)                        | Dân sự (Chính khách)                       | 5 tháng 4 năm 1948                         | 6 tháng 9 năm 1952                         |                                            | Giám đốc Công an Vụ                                                                      | |
| 2                                                      |                                            | Trần Quốc Hoàn (1916–1986)                 | Dân sự (Chính khách)                       | 6 tháng 9 năm 1952                         | 16 tháng 2 năm 1953                        | 357 ngày                                   | Thứ trưởng Thứ bộ Công an                                                                | - Ủy viên Trung ương Đảng khóa II (1951-1960) |
| Thứ trưởng Thứ bộ Công an, Bộ Nội vụ (1953-1955)       |                                            |                                            |                                            |                                            |                                            |                                            |                                                                                          | |
| (2)                                                    |                                            | Trần Quốc Hoàn (1916–1986)                 | Dân sự (Chính khách)                       | 16 tháng 2 năm 1953                        | 29 tháng 8 năm 1953                        | 194 ngày                                   | Giám đốc Nha Công an Trung ương                                                          | - Ủy viên Trung ương Đảng khóa II (1951-1960) |
| Bộ trưởng Bộ Công an (1955-1975)                       |                                            |                                            |                                            |                                            |                                            |                                            |                                                                                          | |
| (2)                                                    |                                            | Trần Quốc Hoàn (1916–1986)                 | Dân sự (Chính khách)                       | 29 tháng 8 năm 1953                        | 1 tháng 8 năm 1975                         | 21 năm, 337 ngày                           | Thứ trưởng Thứ bộ Công an                                                                | - Ủy viên Trung ương Đảng khóa II (1951-1960) - Ủy viên Trung ương Đảng khóa III (1960-1976)                                                                              |
| Bộ trưởng Bộ Nội vụ (1975-1998)                        |                                            |                                            |                                            |                                            |                                            |                                            |                                                                                          | |
| (2)                                                    |                                            | Trần Quốc Hoàn (1916–1986)                 | Dân sự (Chính khách)                       | 1 tháng 8 năm 1975                         | 7 tháng 2 năm 1980                         | 4 năm, 190 ngày                            | Bộ trưởng Bộ Công an                                                                     | - Ủy viên Trung ương Đảng khóa III (1960-1976) - Ủy viên Trung ương Đảng khóa IV (1976-1982) - Bộ trưởng giữ chức lâu nhất (27 năm, 154 ngày)                             |
| (2)                                                    | Tổng: 27 năm, 154 ngày                     | Trần Quốc Hoàn (1916–1986)                 | Dân sự (Chính khách)                       | 1 tháng 8 năm 1975                         | 7 tháng 2 năm 1980                         |                                            | Bộ trưởng Bộ Công an                                                                     | - Ủy viên Trung ương Đảng khóa III (1960-1976) - Ủy viên Trung ương Đảng khóa IV (1976-1982) - Bộ trưởng giữ chức lâu nhất (27 năm, 154 ngày)                             |
| 3                                                      |                                            | Phạm Hùng (1912–1988)                      | Đại tá                                     | 7 tháng 2 năm 1980                         | 16 tháng 2 năm 1987                        | 7 năm, 9 ngày                              | Phó Chủ tịch Hội đồng Bộ trưởng                                                          | - Ủy viên Bộ Chính trị khóa IV (1976-1982) - Ủy viên Bộ Chính trị khóa V (1982-1986) - Ủy viên Bộ Chính trị khóa VI (1986-1991)                                           |
| 4                                                      |                                            | Mai Chí Thọ (1922–2007)                    | Đại tướng                                  | 16 tháng 2 năm 1987                        | 9 tháng 8 năm 1991                         | 4 năm, 174 ngày                            | - Bí thư Thành ủy Thành phố Hồ Chí Minh - Chủ tịch Ủy ban Nhân dân Thành phố Hồ Chí Minh | - Ủy viên Bộ Chính trị khóa VI (1986-1991) - Đại biểu Quốc hội khóa VIII (1987-1992) - Đại tướng Công an đầu tiên                                                         |
| 5                                                      |                                            | Bùi Thiện Ngộ (1929–2006)                  | Thượng tướng                               | 9 tháng 8 năm 1991                         | 6 tháng 11 năm 1996                        | 5 năm, 89 ngày                             | Thứ trưởng Thường trực Bộ Nội vụ                                                         | - Ủy viên Bộ Chính trị khóa VII (1991-1996) - Đại biểu Quốc hội khóa IX (1992-1997)                                                                                       |
| 6                                                      |                                            | Lê Minh Hương (1935-2004)                  | Thượng tướng                               | 6 tháng 11 năm 1996                        | 7 tháng 5 năm 1998                         | 1 năm, 182 ngày                            | Thứ trưởng Bộ Nội vụ                                                                     | - Ủy viên Bộ Chính trị khóa VIII (1996-2001) - Đại biểu Quốc hội khóa X (1997-2002)                                                                                       |
| Bộ trưởng Bộ Công an (1998-nay)                        |                                            |                                            |                                            |                                            |                                            |                                            |                                                                                          | |
| (6)                                                    |                                            | Lê Minh Hương (1935-2004)                  | Đại tướng                                  | 7 tháng 5 năm 1998                         | 28 tháng 1 năm 2002                        | 3 năm, 266 ngày                            | Bộ trưởng Bộ Nội vụ                                                                      | - Ủy viên Bộ Chính trị khóa VIII (1996-2001) - Đại biểu Quốc hội khóa X (1997-2002)                                                                                       |
| 7                                                      |                                            | Lê Hồng Anh (sinh năm 1949)                | Đại tướng                                  | 28 tháng 1 năm 2002                        | 3 tháng 8 năm 2011                         | 9 năm, 187 ngày                            | Chủ nhiệm Ủy ban Kiểm tra Trung ương                                                     | - Ủy viên Bộ Chính trị khóa IX (2001-2006) - Ủy viên Bộ Chính trị khóa X (2006-2011) - Đại biểu Quốc hội khóa XI (2002-2007) - Đại biểu Quốc hội khóa XII (2007-2011)     |
| 8                                                      |                                            | Trần Đại Quang (1956-2018)                 | Đại tướng                                  | 3 tháng 8 năm 2011                         | 9 tháng 4 năm 2016                         | 4 năm, 250 ngày                            | Thứ trưởng Bộ Công an                                                                    | - Ủy viên Bộ Chính trị khóa XI (2011-2016) - Đại biểu Quốc hội khóa XIII (2011-2016)                                                                                      |
| 9                                                      |                                            | Tô Lâm (sinh năm 1957)                     | Đại tướng                                  | 9 tháng 4 năm 2016                         | 6 tháng 6 năm 2024                         | 8 năm, 58 ngày                             | Thứ trưởng Bộ Công an                                                                    | - Ủy viên Bộ Chính trị khóa XII (2016-2021) - Ủy viên Bộ Chính trị khóa XIII (2021-2026) - Đại biểu Quốc hội khóa XIV (2011-2016) - Đại biểu Quốc hội khóa XV (2021-2026) |
| 10                                                     |                                            | Lương Tam Quang (sinh năm 1965)            | Đại tướng                                  | 6 tháng 6 năm 2024                         | đương nhiệm                                | 1 năm, 73 ngày                             | Thứ trưởng Bộ Công an                                                                    | - Ủy viên Bộ Chính trị khóa XIII (2021-2026) - Đại biểu Quốc hội khóa XV (2021-2026)                                                                                      |